# Mothman
Mothman este o creatură din folclorul american. În urma relatărilor din Point Pleasant, zona Virginiei de Vest, a fost văzută pe 15 noiembrie 1966 și pe 15 decembrie 1967 și arată ca o molie.  Primul raport în ziar a fost publicat în Point Pleasant la 16 noiembrie 1966.
La 12 noiembrie 1966, cinci bărbați care săpau un mormânt la un cimitir de lângă Clendenin (WV) au susținut că au văzut o figură de om ce zbura, care a coborât din copaci peste capetele lor.
La scurt timp după aceea, la 15 noiembrie 1966, două cupluri tinere din Point Pleasant, Roger și Linda Scarberry, respectiv Steve și Maria Mallette au declarat poliției că au văzut o creatură mare gri, aceasta avea ochi ce "străluceau roșii", atunci când farurile mașinii au luminat-o. A fost descris ca un "om mare care zboară cu aripi de trei metri, urmărind mașina in care aceștia se aflau".